# Pip Williams
Pip (Philippa) Williams (* 1969 in London) ist eine britisch-australische Schriftstellerin, deren Debütroman Die Sammlerin der verlorenen Wörter ein Bestseller wurde und zu den erfolgreichsten australischen Romanen zählt.

## Leben und Karriere
Pip Williams Mutter stammt aus Brasilien, ihr Vater aus Wales. Neben seiner Arbeit als Computeranalyst schrieb er auch Kinderbücher. 1972 zog die Familie nach Sydney, wo Pip Williams aufwuchs und die Mackellar Girls High School besuchte. Als Schülerin begann sie Gedichte und Tagebuch zu schreiben. Ihr Gedicht „Fifteen“ (Fünfzehn) wurde in der Jugendzeitschrift Dolly veröffentlicht. Mit 17 diagnostizierte man Dyslexie und Dysgraphie bei ihr, was ihre unterdurchschnittlichen schriftlichen Leistungen in der Schule erklärte. Sie gab selbst an, dass dieser Tatbestand dazu geführt haben könnte, dass Wörter und Wortbedeutungen in ihren beiden Romanen eine zentrale Rolle spielen.
Nach der Schule erwarb Williams einen Bachelor of Science in Psychologie and Soziologie am Mitchell College of Advanced Education in Bathurst, das heute zur Charles Sturt University gehört. Anschließend promovierte sie an der australischen Adelaide University in dem Fach Public Health und arbeitete über einen langen Zeitraum im Centre for Work and Life der University of South Australia. Nach einem sechsmonatigen Aufenthalt in Italien bekam sie eine Stelle als Gemeindeplanerin bei der Stadtverwaltung von Adelaide. Eine ihrer Hauptaufgaben war es, den Rat davon zu überzeugen, die Stadtbibliothek von Adelaide zu gründen, was ihr gelang.
Einige Jahre später schrieb sie ihr erstes Buch One Italian Summer über die Zeit, die sie mit ihren Kindern und ihrem Partner in Italien verbracht hatte. Ihr nächstes Buch wurde der Roman Die Sammlerin der verlorenen Wörter. Dieser gehört mit über 1.500.000 verkauften Exemplaren (Stand 2025) zu den erfolgreichsten australischen Veröffentlichungen eines Erstlingswerks. Das Buch wurde in zahlreiche Sprachen übersetzt und für den Walter Scott Prize for historical fiction nominiert. Außerdem schaffte es dieser Roman auf die Bestsellerliste der New York Times, obwohl für das Buch, bedingt durch die COVID-19-Pandemie, zu seinem Erscheinungsdatum im März 2020 keine der üblichen Werbekampagnen gestartet werden konnte. Aus Die Sammlerin der verlorenen Wörter entstand sowohl ein Theaterstück, als auch eine Fernsehserie.
Auch ihr zweiter Roman Die Buchbinderin von Oxford handelt von Wörtern und Lexika. Im Mittelpunkt beider Romane stehen Frauen. Dazu äußerte sich Pip Williams folgendermaßen: „I am a proud feminist, but I didn’t write these books with a feminist agenda. I wanted to understand something about history and noticing that history has excluded certain people isn’t a feminist act.“ (Ich bin eine stolze Feministin, aber ich habe diese Bücher nicht mit einem feministischen Ziel geschrieben. Ich wollte etwas über die Geschichte verstehen, und die Feststellung, dass die Geschichte bestimmte Menschen ausgeschlossen hat, ist kein feministischer Akt.) 2024 gewann der Affirm Press Verlag für seine Kampagne zum Roman den Australian Book Industry Award - Industry Business Award.
Ihre Bücher erfreuten sich meist positiver Kritik. Lobend hervorgehoben wurde auf booktopia.com „her talent for historical research with beautiful storytelling“ (ihr Talent für historische Recherchen mit wunderschönem Geschichtenerzählen) sowie eine Fähigkeit dazu „fesselende Welten zu erschaffen“.
Sie lebt mit ihrer Familie in Adelaide Hills.

## Veröffentlichungen
- Time Bomb: Work Rest and Play in Australia Today. New South Press, 2012, ISBN 978-1-742232959.
- One Italian Summer. ReadHowYouWant 2017, ISBN 978-0-3693-1401-7.
- The Dictionary of Lost Words. Affirm Press 2020, ISBN 978-1-925972597’
  - Die Sammlerin der verlorenen Wörter. Roman. Deutsch von Christina Burkhardt, Wilhelm Heyne Verlag, München 2023, ISBN 978-3-453-42859-1.
- The Bookbinder of Jericho. Pinguin Random House 2023, ISBN 978-1-529921304.
  - Die Buchbinderin von Oxford. Roman. Deutsch von Christiane Burkhardt, Wilhelm Heyne Verlag, München 2023, ISBN 978-3-453-27461-7.